# دندي الشرقية (دائرة انتخابية في المملكة المتحدة)
دندي الشرقية (بالإنجليزية: Dundee East)‏ هي إحدى الدوائر الانتخابية في المملكة المتحدة الممثلة في مجلس العموم في برلمان المملكة المتحدة.
عضو البرلمان الذي يمثلها حالياً هو :Stewart Hosie (SNP).